# Oskaloosa (Iowa)
Pour les articles homonymes, voir Oskaloosa.
La ville d’Oskaloosa est le siège du comté de Mahaska, dans l’État de l’Iowa, aux États-Unis. Lors du recensement de 2010, elle comptait 11 463 habitants.

## Source
- (en) Cet article est partiellement ou en totalité issu de l’article de Wikipédia en anglais intitulé « Oskaloosa, Iowa » (voir la liste des auteurs).